# Sant'Ignazio di Loyola a Campo Marzio (titre cardinalice)
La diaconie cardinalice de Sant'Ignazio di Loyola a Campo Marzio (Saint Ignace de Loyola au Champ de Mars) est instituée le 28 juin 1991 par Jean-Paul II et rattachée à l'église Saint-Ignace-de-Loyola qui se trouve dans le rione Pigna au centre de Rome.

## Titulaires
- Paolo Dezza, s.j (1991-1999)
- Roberto Tucci, s.j (2001-2011), titre pro hac vice (2011 - 2015)
- Luis Ladaria Ferrer, s.j (depuis 2018)

### Source
- (it) Cet article est partiellement ou en totalité issu de l’article de Wikipédia en italien intitulé « Sant'Ignazio di Loyola a Campo Marzio (diaconia) » (voir la liste des auteurs).